# Ceratostema campii
Ceratostema campii är en ljungväxtart som beskrevs av A. C. Smith. Ceratostema campii ingår i släktet Ceratostema och familjen ljungväxter. Inga underarter finns listade i Catalogue of Life.